# Národní park Kobuk Valley
Národní park Kobuk Valley je chráněné území, které se nachází na Aljašce, USA, v oblasti Northwest Arctic Borough. Jižní část národního parku leží přibližně 57 km severně od polárního kruhu a park zaujímá území o rozloze 7085 km2. Údolní část národního parku je z jihu ohraničena pohořím Waring Mountains a pohoří Baird Mountains zabírá severní část národního parku.

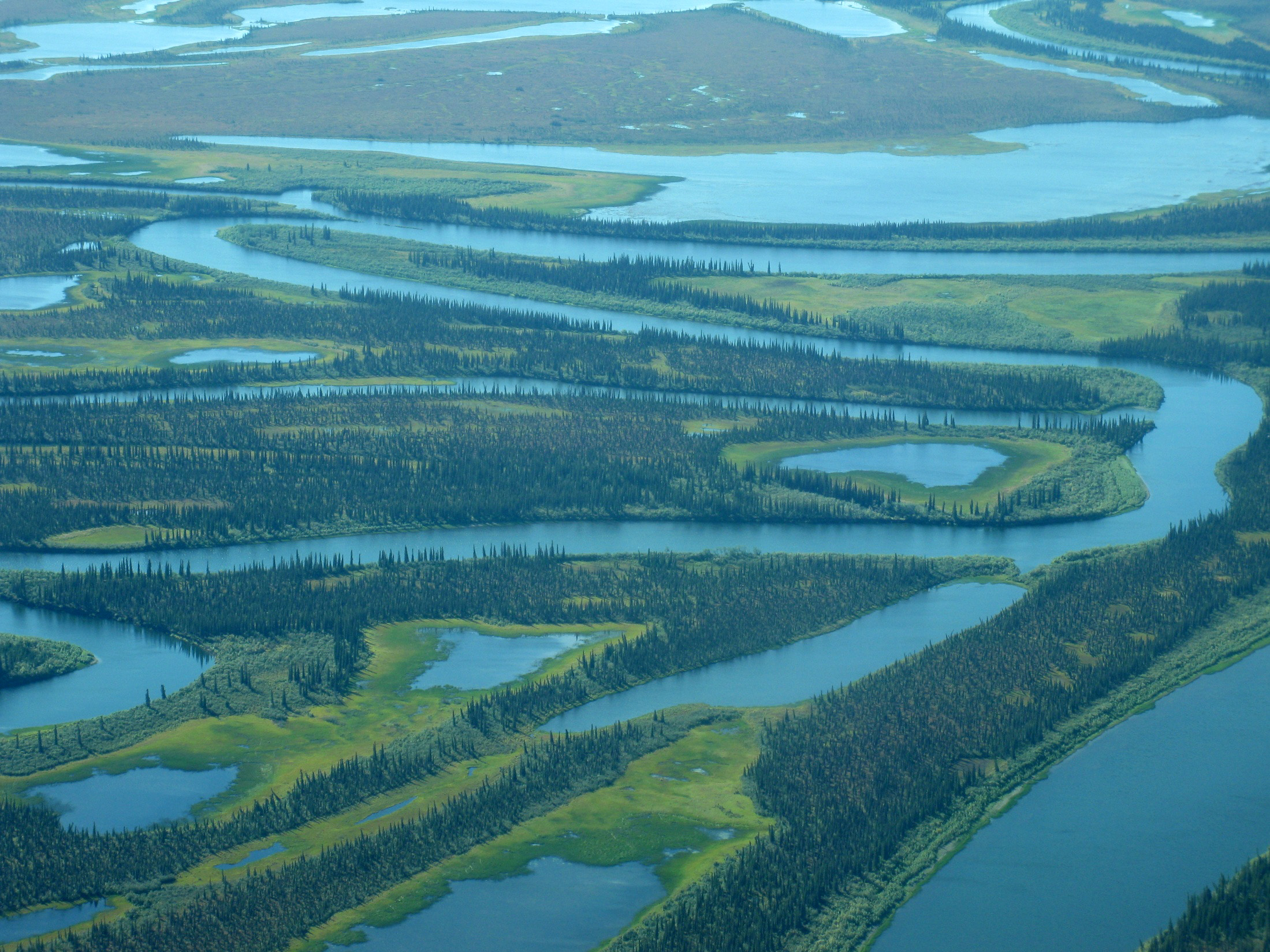
Meandrující ramena řeky Kobuk

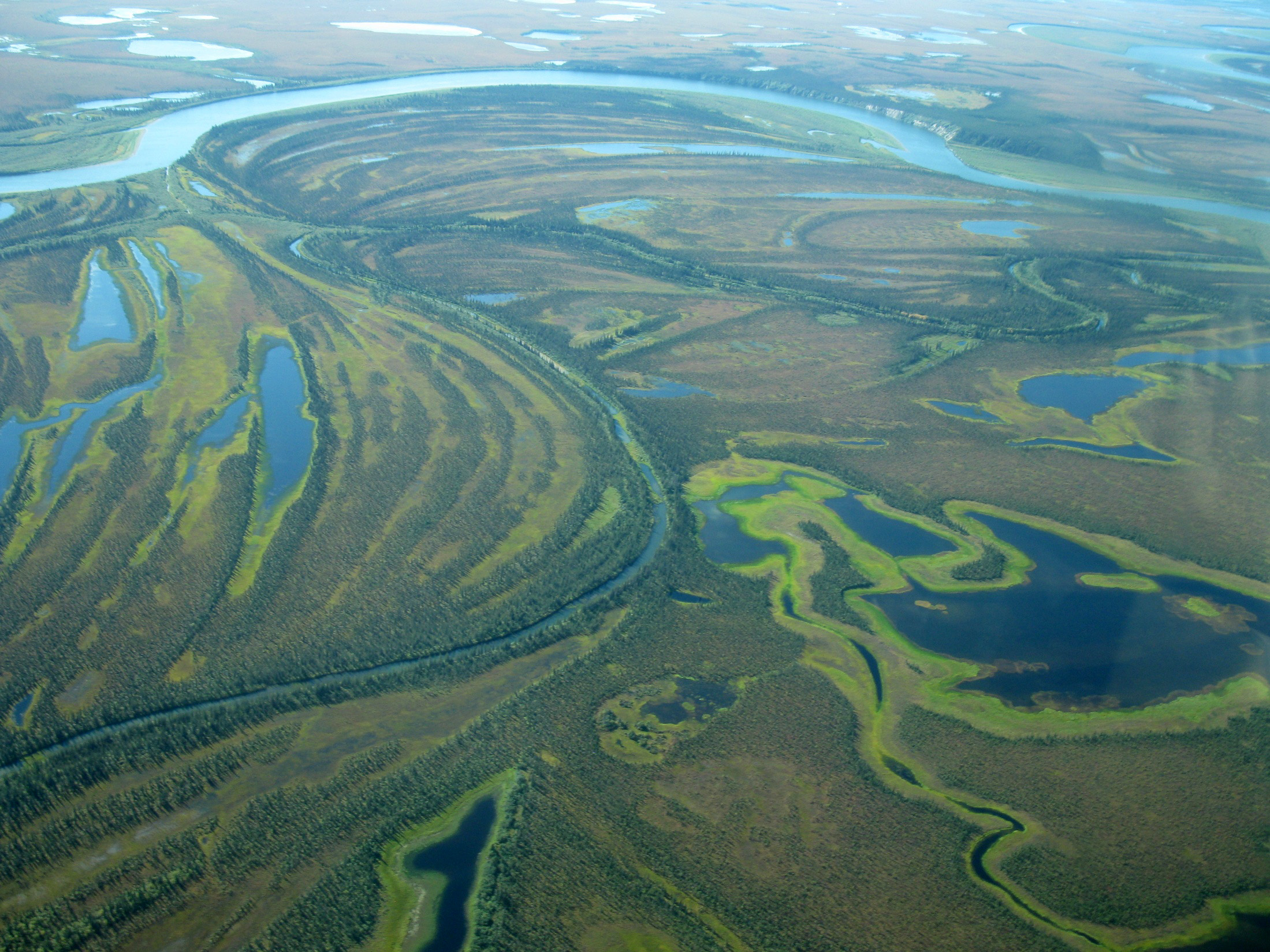
Historie v hydrologickém podání

Park byl vyhlášen v roce 1980 a chrání několik významných geografických jevů včetně středního toku řeky Kobuk, Velkých kobuckých písečných dun (Great Kobuk Sand Dunes) o rozloze 40 km² a další dvě menší oblasti s písečnými dunami (Little Kobuk a Hunt River dunes). Jedním z hlavních důvodů založení Národního parku Kobuk Valley je ochrana sobů severoamerických, též označovaných jako karibu. Jejich téměř půlmilionové stádo přes oblast dvakrát do roka migruje. Dalšími zajímavostmi národního parku Kobuk Valley jsou typické krajinné prvky objevující se vlivem přítomnosti permafrostu. Také se zde dají nalézt významné fosilie savců žijících v době ledové, například mamutí kly, a také kulturní archeologické nálezy.
Oblast údolí řeky Kobuk obývají Eskymáci Inupiaté, kteří zde žili po tisíciletí v souladu s přírodou. Tito původní obyvatelé oblasti mají výjimku ze zákazu lovu na území národního parku Kobuk Valley, i když lov není v národních parcích většinou dovolen. Místní obyvatelé lovit mohou jen pro vlastní potřebu obživy. Nejen v parku Kobuk Valley, ale i v dalších oblastech Aljašky, jsou výjimky ze zákazu lovu například chráněných druhů jako jsou některé druhy velryb značně kontroverzním tématem.
Národní park Kobuk Valley přímo sousedí s dalším zvláště chráněným územím – na severu hraničí s Noatak National Preserve, dalším útočištěm divočiny v oblasti je Selawik National Wildlife Refuge.

## Přírodní poměry

### Klima

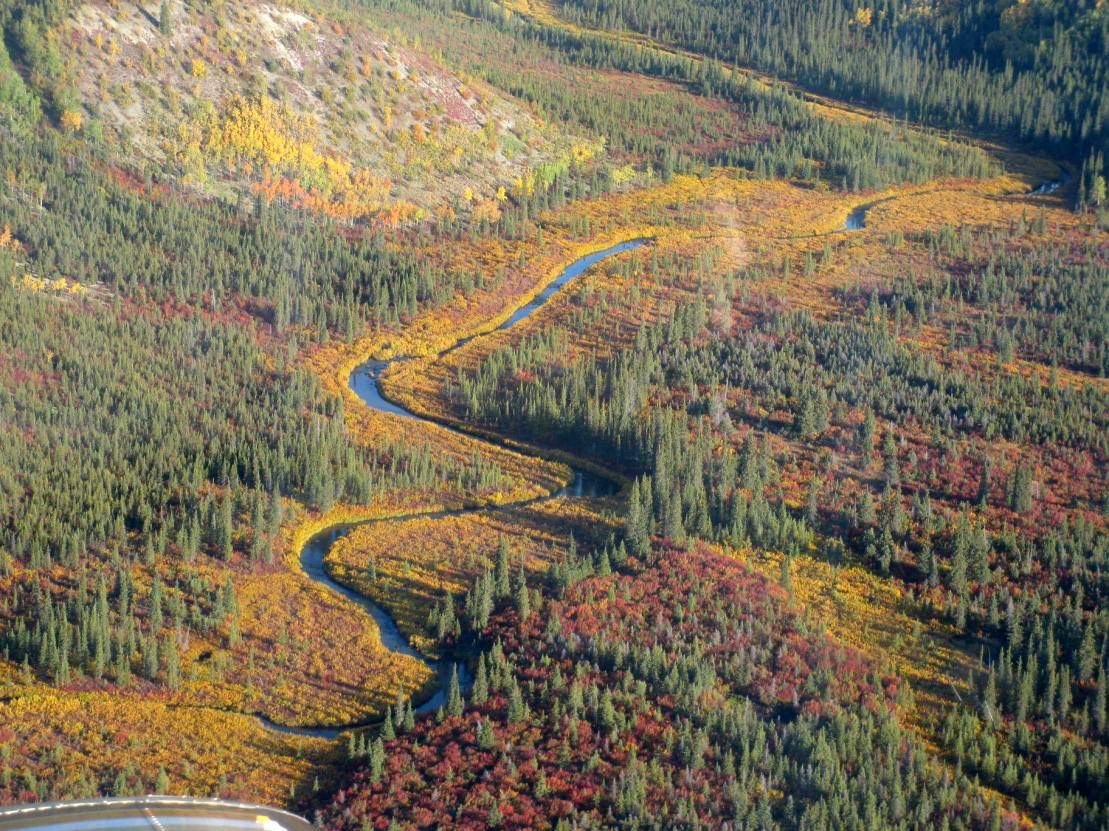
Hry barev pozdního léta

Klima v národním parku Kobuk Valley je určeno především jeho zeměpisnou polohou a vzdáleností od pobřeží. Jelikož se park rozprostírá za polárním kruhem, v létě je vždy přítomné světlo a dokonce slunce po dobu jednoho měsíce vůbec nezapadá. Na druhou stranu zimy tu jsou temné, dlouhé, kruté a extrémně studené. V průběhu celého roku se v parku dá očekávat silný vítr. Ač slunečná, léta tu jsou chladná a krátká. Celoroční srážkový úhrn je mezi 250 a 300 mm.

### Krajinný ráz
Národní park Kobuk Valley chrání střední část toku řeky Kobuk a její široké údolí. Kobuk v inuitštině znamená Velká řeka. Řeka Kobuk nejspíše pramení v Endicott Mountains na chráněném území Gates of the Arctic National Park and Preserve. Řeka teče na západ a je celkem 451 km dlouhá, jiný zdroj uvádí délku 560 km. Její povodí má rozlohu 32 000 km2. Šířka řeky dosahuje až 460 m, rychlost toku ve střední a spodní části toku je líných 5–8 km/hod. Řeka je po šest měsíců zamrzlá tlustou vrstvou ledu. Kobuk se vlévá do Beringovy úžiny, 40 km jihovýchodně od městečka Kotzebue.

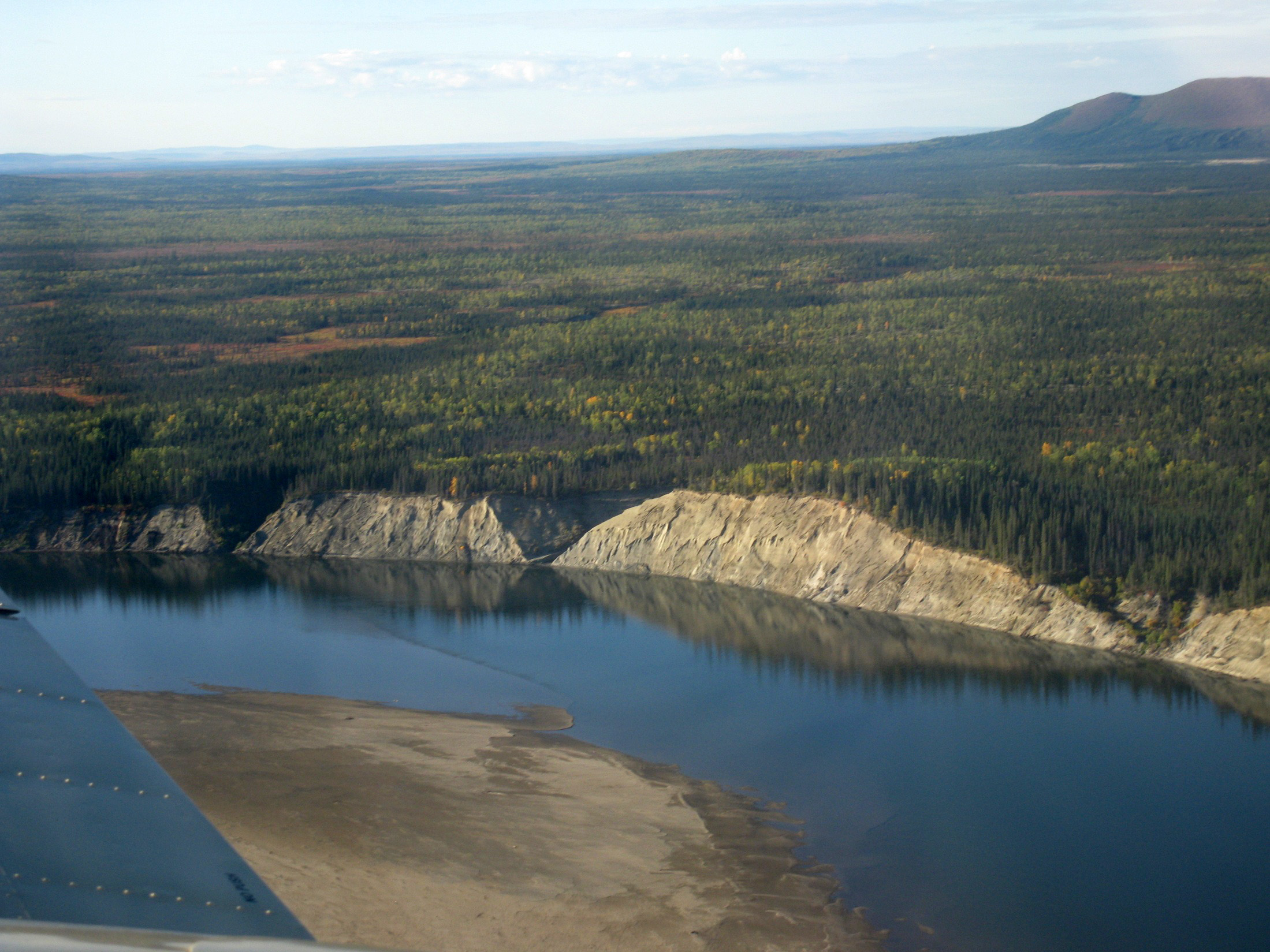
Útesy na řece Kobuk dosahují výšky až 45 m

Národním parkem protéká téměř stokilometrový úsek řeky Kobuk. Řeka protéká severně od písečné pouště a je významným biotopem oblasti. Slouží jako biokoridor pro živé organizmy i dopravní koridor pro místní lidi i anorganické materiály.
Ač je hlavní koryto řeky Kobuk výraznou dominantou tohoto rozsáhlého údolí, není to zdaleka jediný hydrogeografický jev oblasti. Zdejší široká rovina, která se ještě rozšiřuje v dolním toku řeky, je charakteristická posouvajícími se říčními meandry patrnými především na nesčetných postranních ramenech řeky. Naplavovaný písek je ukládán v meandrech řeky Kobuk a tvoří i občasné útesy, které dosahují výšky až 45 metrů. V písečných depozitech v údolí řeky Kobuk jsou také uloženy permafrostové ledové klíny, které spoluurčují ráz krajiny, a fosílie glaciálních savců, například mamutí kly. Díky permafrostu, trvale zmrzlé půdě, je vsakování značně zabráněno a voda je zadržována na povrchu. A tak i s tak nízkým úhrnem srážek, v údolí je mnoho permafrostových jezer a jezírek a rozsáhlé mokřadní plochy.

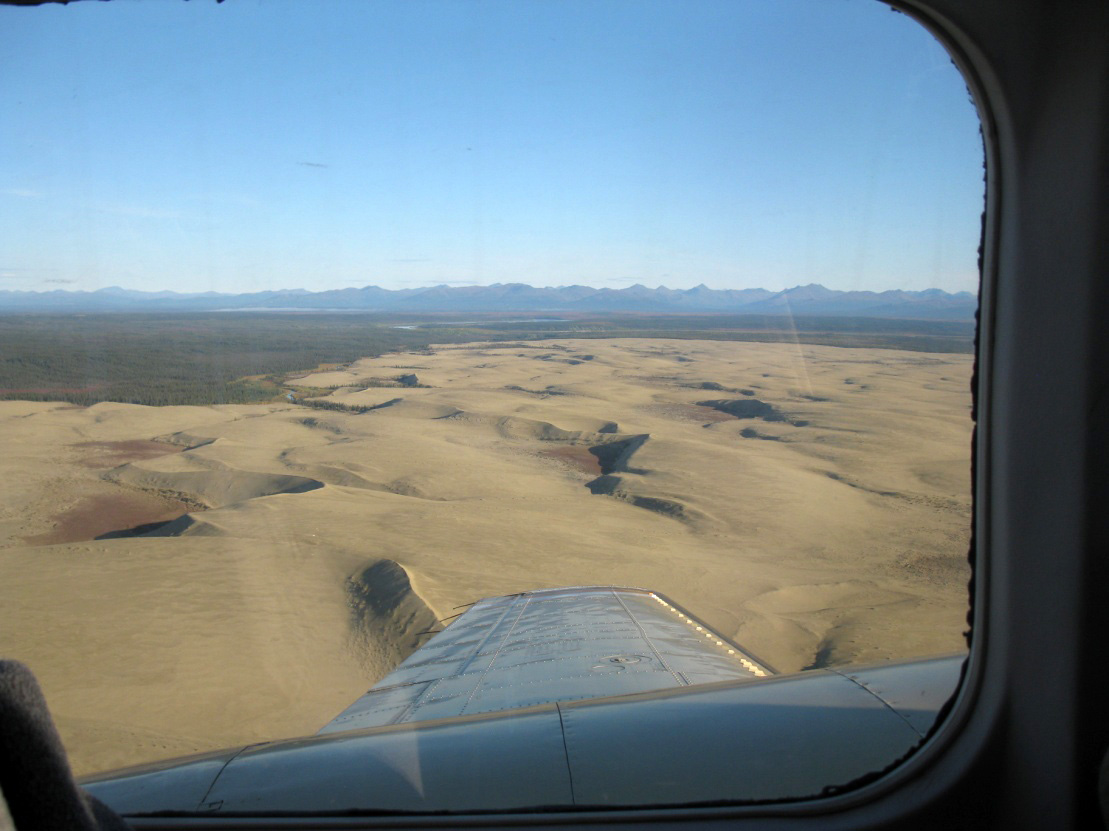
Velké kobucké písečné duny

Neuvěřitelným kontrastem této mokřadní krajiny jsou oblasti písečné pouště, rovněž se vyskytující na území parku. Tři oblasti písečných dun nacházející se v rámci parku (Great Kobuk, Little Kobuk a Hunt River Sand Dunes) zabírají dohromady území o rozloze téměř 65 km2. Jsou to nejrozsáhlejší aktivní písečné duny v oblasti arktických zeměpisných šířek.
Velké kobucké písečné duny (Great Kobuk Sand Dunes) jsou jedním z hlavních geografických jevů národního parku. Rozprostírají se na území 40 km2 a v dnešní době jsou přirozeně stabilizované vegetací. Písek vzniklý obrušováním hornin pradávnými ledovci byl dopraven větrem i vodou do údolí řeky Kobuk, kde dodnes vytváří písečné duny v jižní části údolí. Tyto písečné duny tvoří velmi zajímavou poušť nacházející se uprostřed arktických mokřadů. I když Velké kobucké písečné duny leží 65 km za polárním kruhem, v létě zde může teplota vystoupat až na 38 °C. V některých místech pouště duny dosahují až neuvěřitelné třicetimetrové výšky. Velké kobucké písečné duny představují kompletní sadu vývoje dun: od dun tvaru U, přes konkávní duny s vegetační pokrývkou ve východní části oblasti, až po srpkovité duny s holými hřebeny, které právě dosahují výšky až 30 m a nachází se v západní části. Je to největší aktivní pole dun v arktické části Severní Ameriky.

### Flora

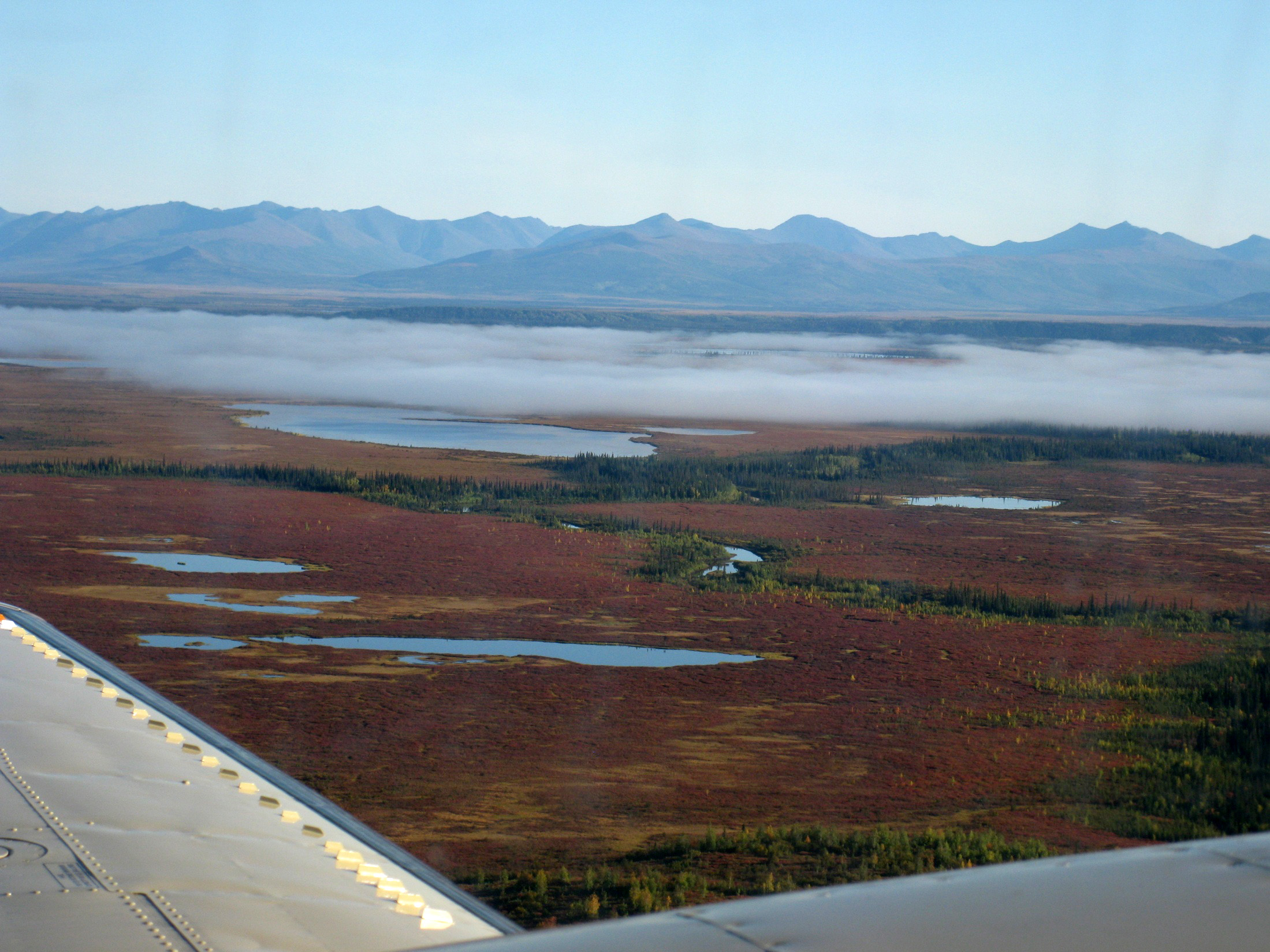
Arktická jezírka na permafrostovém podloží obklopená tundrou

Vegetace v národním parku Kobuk Valley je i přes severskou geografickou polohu velmi bohatá. Boreální lesy tajgového charakteru zde dosahují své severní hranice a vegetace získává charakter tundry. Otevřená woodland zakrslých stromů v matrix husté tundry zajišťuje útočiště mnoha živočichům.
V národním parku se podle odhadů vyskytuje 400 druhů rostlin, mezi něž patří i endemický rostlinný druh Kobuk Locoweed (Oxytropis kobukensis).

### Fauna
Mezi vlajkové druhy vyskytující se v národním parku Kobuk Valley rozhodně patří medvěd grizzly (Ursus arctos horribilis), norek americký (Mustela vison), potáplice severní (Gavia arctica), skokan lesní (Rana sylvatica) i druhy pacifických lososů (rod Oncorhynchus).
National Park Service provádí inventář i monitoring druhů a to i na základě tradičních znalostí ekologie. Odhaduje se, že se v parku vyskytuje 119 druhů ptáků, 32 druhů savců, 23 druhů ryb a 1 druh obojživelníka.
Ze třídy savců (Mammalia) byl v parku potvrzen výskyt druhů čeledi rejskovitých (Soricidae), konkrétně druhů: rejsek barentský (Sorex ugyunak), rejsek šedý (Sorex cinereus), rejsek drobný (Sorex hoyi), rejsek tundrový (Sorex tundrensis) a Sorex monticolus a Sorex yukonicus. Z řádu šelem se v parku vyskytuje vlk obecný (Canis lupus), medvěd baribal (Ursus americanus), sobol americký (Martes americana), norek americký (Mustela vison), medvěd grizzly (Ursus arctos horribilis), rys kanadský (Lynx canadensis), lasice kolčava (Mustela nivalis), vydra severoamerická (Lontra canadensis), liška obecná (Vulpes vulpes), lasice hranostaj (Mustela erminea) a rosomák sibiřský (Gulo gulo). Zástupci kopytníků obývajícími park jsou druhy: sob polární (Rangifer tarandus groenlandicus), ovce aljašská (Ovis dalli) a los evropský (Alces alces). Z řádu hlodavců jsou v parku přítomny druhy: bobr kanadský (Castor canadensis), Arctic Ground Squirrel (Spermophilus parryi), lumík (Lemmus trimucronatus), ondatra pižmová (Ondatra zibethicus), urzon kanadský (Erethizon dorsatum), lumík norský (Dicrostonyx groenlandicus), norník tajgový (Clethrionomys rutilus), čikarí červený (Tamiasciurus hudsonicus), hraboš polární (Microtus miurus), hraboš žlutlící (Microtus xanthognathus), hraboš hospodárný (Microtus oeconomus). V parku žije také zajíc měnivý (Lepus americanus) patřící k řádu zajícovců.
Mezi druhy ryb nacházející se v národním parku Kobuk Valley patří mník jednovousý (Lota lota), mihule kamčatská (Lampetra japonica), dálie aljašská (Dallia pectoralis), štika obecná (Esox lucius), vranka (Cottus Cognatus), koljuška devítiostná (Pungitius pungitius), koruška maloústá (Hypomesus olidus), koruška severoatlantská (Osmerus mordax), pakaprovec obecný (Catostomus catostomus), siven severní (Salvelinus alpinus), lipan sibiřský (Thymallus arcticus), siven malma (Salvelinus malma), siven obrovský (Salvelinus namaycush), losos čavyča (Oncorhynchus tshawytscha), losos keta (Oncorhynchus keta), losos gorbuša (Oncorhynchus gorbuscha), losos nerka (Oncorhynchus nerka), síh (Coregonus laurettae a Coregonus clupeaformis), síh nosatý (Coregonus nasus), síh sibiřský (Coregonus sardinella), síh pestrý (Prosopium cylindraceum) a nelma obecná (Stenodus leucichthys).
Přes 400 000 sobů Západo-arktického stáda (Western Arctic Caribou Herd), což je největší stádo karibu na Aljašce, dvakrát do roka migruje napříč tímto národním parkem. Karibu migrují mezi tundrou a tajgou, na jaře se přesouvají na sever a na podzim migrují na jih. Jejich stopy křižují i Velké kobucké písečné duny.

## Historie

### Geomorfologická

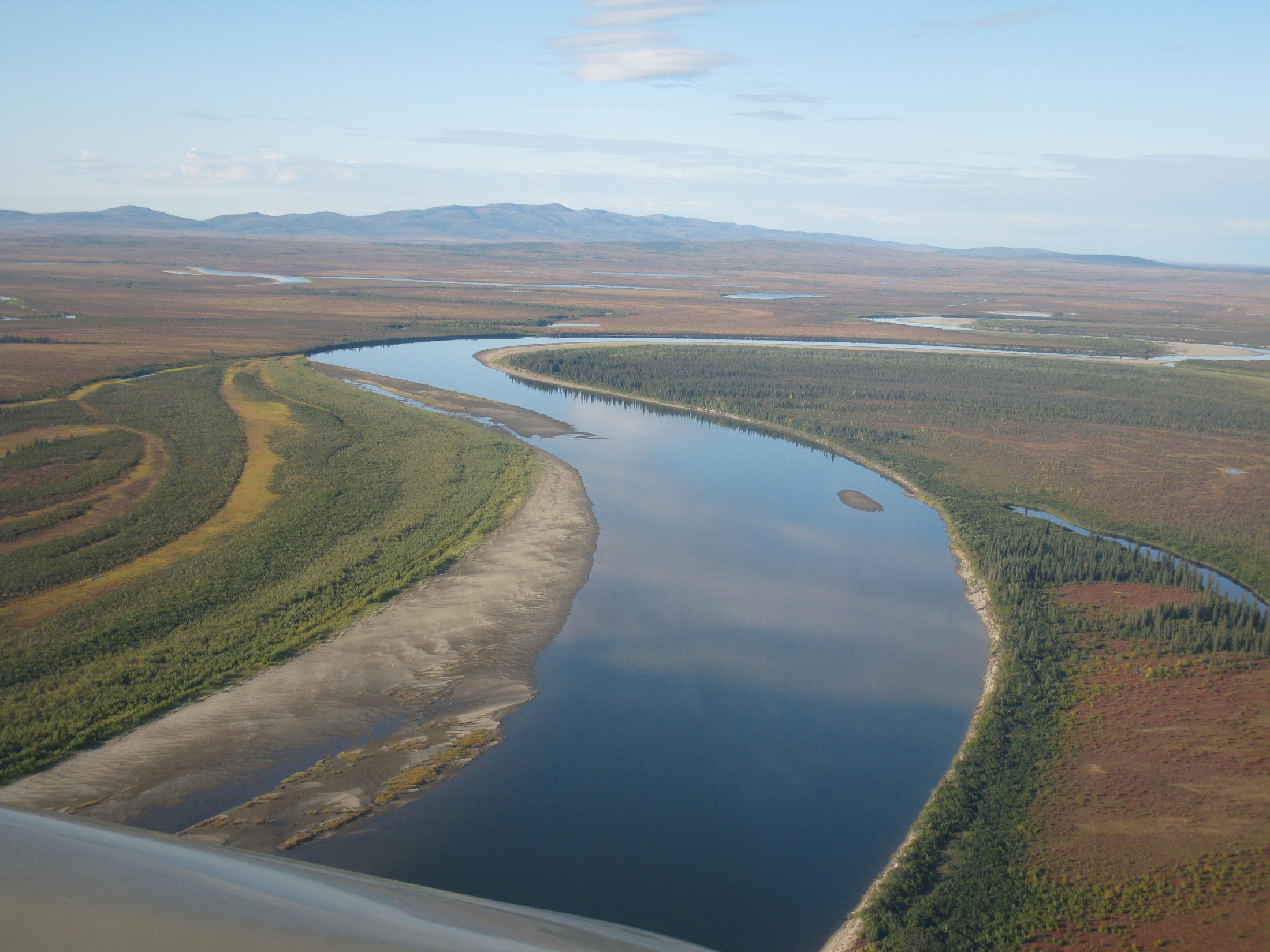
Písečné depozity v hlavním toku řeky Kobuk

Dnešní podoba území národního parku je z velké části výsledkem glaciálních pochodů. I když se na území národního parku momentálně žádná oblast trvalého zalednění nevyskytuje, na území severozápadní Aljašky proběhlo minimálně pět významných pleistocenních zalednění. Nejvýznamnější z těchto glaciálů se událo v období Illinoisia, kdy ledovce dosahovaly až Baldwinova poloostrova. Dvě předcházející zalednění, Kobucké a Amblerské, pokrývala velká území údolí řek Kobuk a Selawik i svahy pohoří Baird Mountains. Tři následující zalednění se zúžila jen na části pohoří Schwatka Mountains ležícího východně od parku.

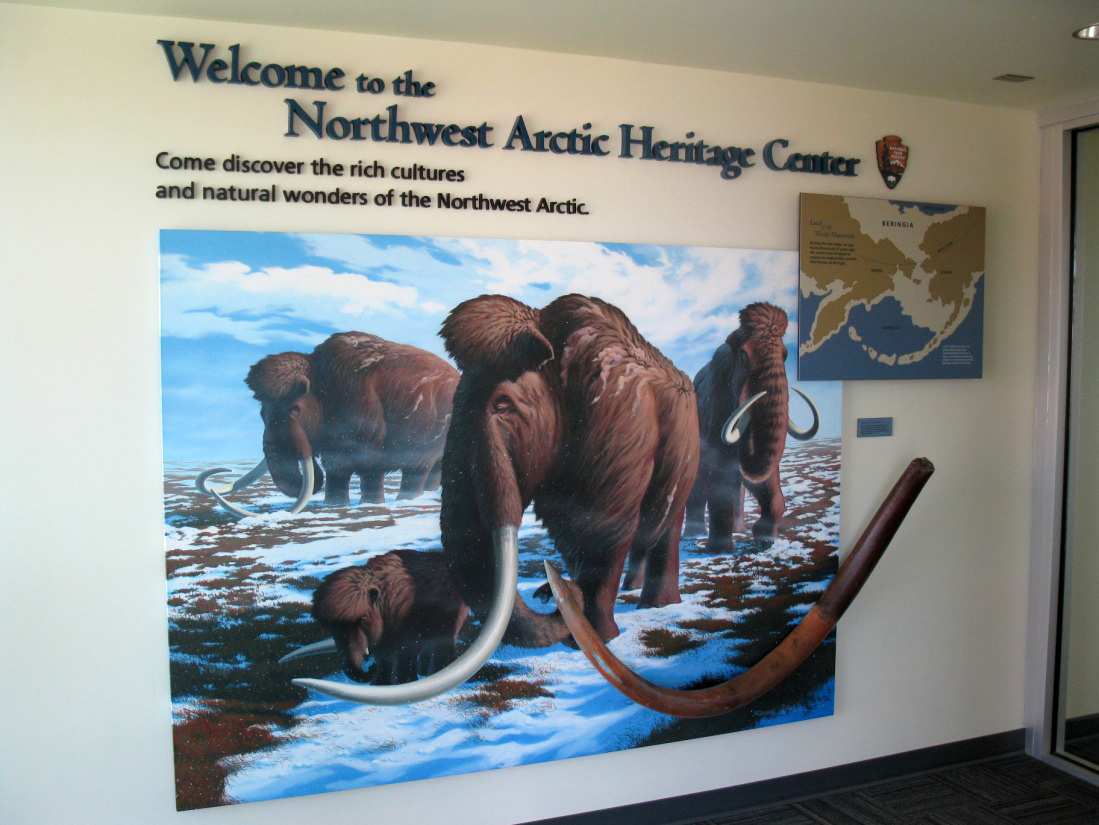
Fosílie glaciálních savců

V průběhu interglaciálu mezi Kobuckým a Amblerským zaledněním se glacio-fluviální depozity na říčních náplavech a plochách z vyplavenin přesouvaly působením silných východních větrů. Eolitické depozity písku a jemných naplavenin se nahromadily pod údolími, aby vytvořily písečné duny zabírající plochu přibližně 810 km2. Většina tohoto území je dnes pokrytá vegetací: tundrou a boreálními lesy. Pouze malá část si udržela charakter stále aktivních písečných dun, které zabírají plochu přibližně 83 km2. Velké kobucké písečné duny leží cca 3 km jižně od řeky Kobuk, východně od potoka Kavet Creek. Malé kobucké písečné duny leží 8 km jižně od řeky Kobuk v jihovýchodní části parku. Písečné duny Hunt River leží na jižním břehu řeky Kobuk, u ústí řeky Hunt. Nejen geomorfologie oblasti, ale i nálezy fosílií glaciálních savců svědčí o dynamickém střídání klimatu regionu.

### Antropologická

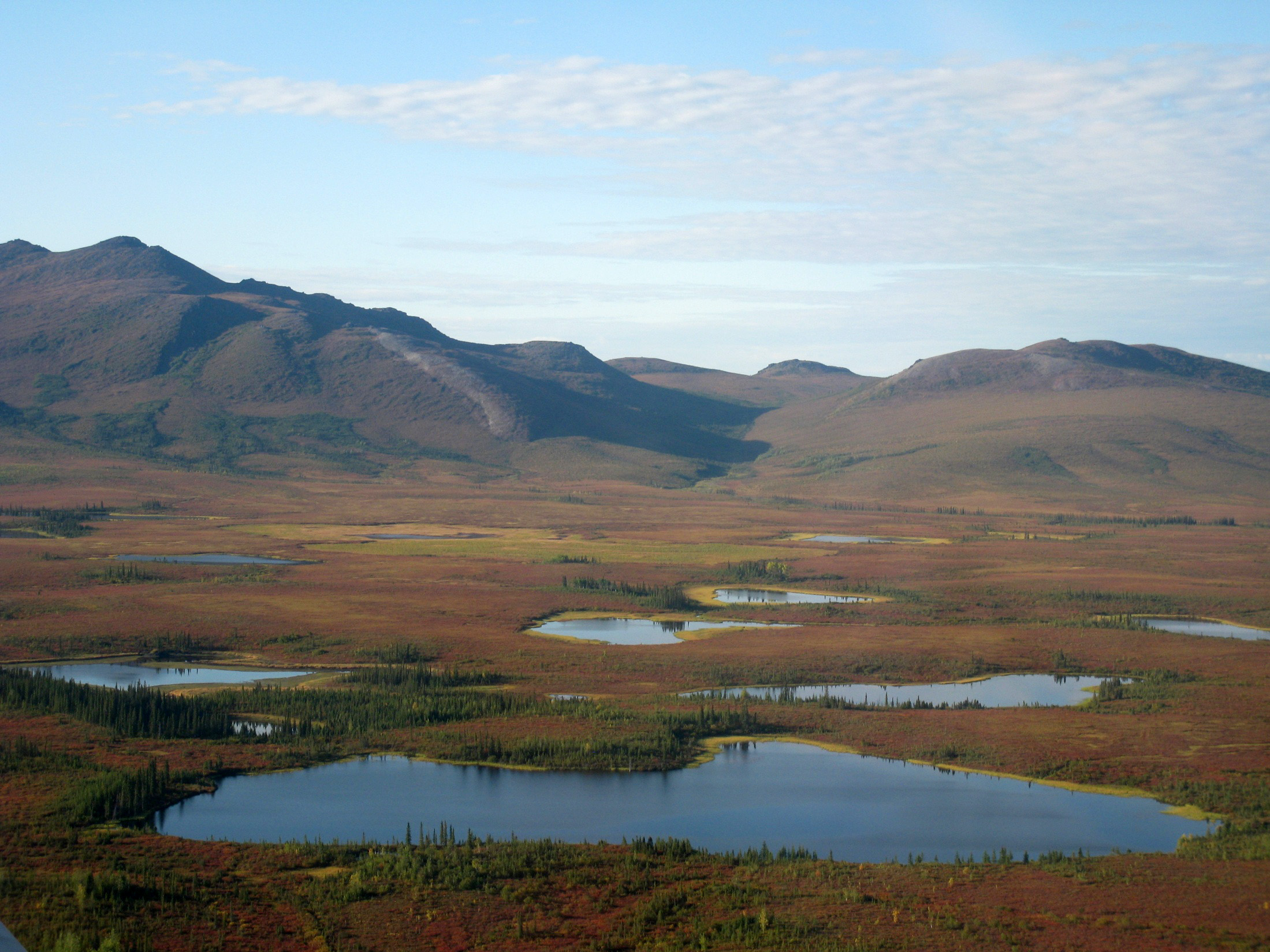
Jedna z mnoha arktických jezírek obklopená tundrou

Po tisíciletí přitahovaly velké počty karibu procházejících krajinou při svých sezónních migracích mezi tundrou a tajgou starodávné i dnešní lovce, kteří se zde utábořili na místě s dobrým výhledem, aby očekávali příchod těchto sobích stád. Onion Portage je tímto místem s výhledem, které se nachází na východním konci parku a je Národním historicky významným bodem v krajině (National Historic Ladmark) a místem mnoha archeologických nálezů. V oblasti Onion Portage bylo nalezeno devět kulturních komplexů, nejstarší Akmakský datovaný 8000–6500 před n. l. a nejmladší Arctic Woodland eskymácký datovaný 1000 až 1700 n. l. Na základě právě této stratografické sekvence nalezené v Onion Portage se ustavila kulturní chronologie tohoto regionu. Lidé se zde tedy scházeli po 9000 let, aby lovili migrující karibu brodící se přes řeku Kobuk. Tradice tohoto lovu migrujících karibu stále přetrvává, a tak se zde místní obyvatelé na podzim stále schází a vyhlíží stádo, jehož kusy loví pro vlastní potřebu.
Údolí řeky Kobuk bylo vyhlášeno národní památkou prezidentským výnosem již v roce 1978. Národní park Kobuk Valley byl později založen v roce 1980 dokumentem Alaska National Interest Lands Conservation Act (ANILCA). Hlavním předmětem ochrany je zachování environmentální integrity zdejších přírodních jevů včetně údolí řeky Kobuk, boreálních lesů a Velkých kobuckých dun v jejich původním stavu. Ve spolupráci s místními původními obyvateli se na tomto území také chrání a interpretují archeologická naleziště spojovaná s původními kulturami. Předmětem ochrany jsou i migrační tahy stáda sobů a habitaty a populace ryb a dalších volně žijících živočichů, například losů, sobů, medvědů a vlků.

## Turismus

### Přístup

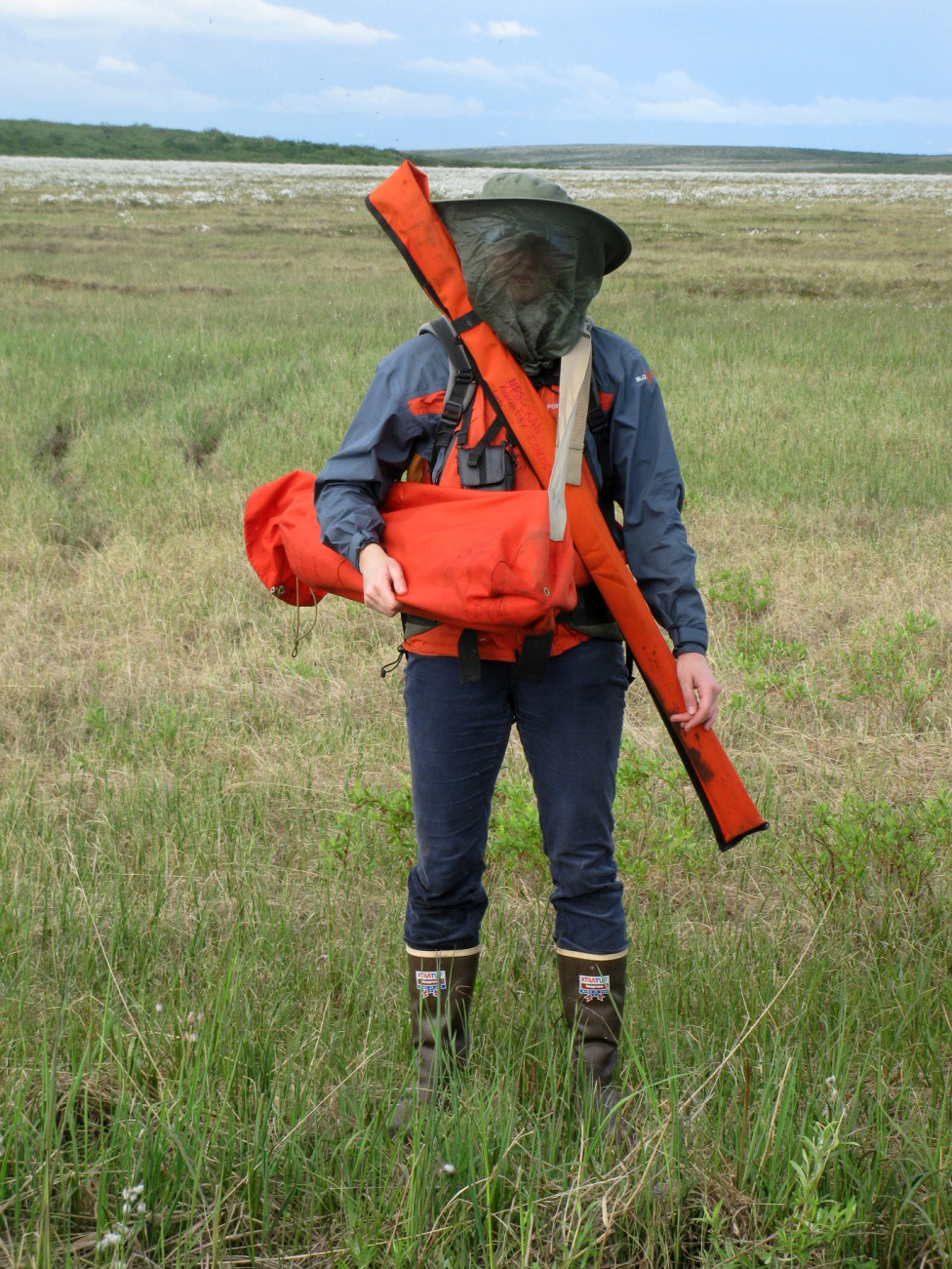
Pro výzkum v terénu není dobré vybavení proti komárům luxusem, ale naprostou nutností

Do národního parku Kobuk Valley nevedou žádné silnice. Hlavní dopravní cestou regionu je řeka Kobuk, která je také velmi populárním místem pro rekreaci i významným zdrojem obživy místních obyvatel. Doprava do parku je možná letecky a to jak soukromými letadýlky, tak linkami z eskymáckých městeček Kotzebue a Nome. Oblíbené jsou zde hydroplány, které mohou bezpečně přistát na četných vodních plochách. Do samotného parku se dá z jeho bezprostředního okolí dostat pěšky, na psím spřežení nebo sněžném skútru.

### Aktivity
Národní park Kobuk Valley je cílem dobrodruhů a milovníků přírody. Mezi aktivity patří táboření v divočině v revíru medvědů a vlků. Horská i mokřadní turistika, případně výlety po arktické písečné poušti. Vše bez jakýchkoliv značených cest. Zážitek z pobytu v opravdové divočině umocňuje nepřítomnost infrastruktury. Parku velmi prospívá jeho odlehlost a téměř finanční i dopravní nedostupnost, z nichž vyplývá velmi nízká návštěvnost.
Pro letní táboření a turistiku je důležité se dobře obléknout s ohledem na přírodní a klimatické podmínky. Doporučuje se několik vrstev oblečení, pohorky i holínky do mokrého terénu a vybavení s sebou do deště i proti všudypřítomným komárům. Lokalitu je možné navštívit i s placeným průvodcem.